# Eurodiaconia
Eurodiaconia is een netwerk van christelijke organisaties die actief zijn op het terrein van diaconie, dat wil zeggen maatschappelijk werk, gezondheidszorg en sociale rechtvaardigheid. De leden van Eurodaconia zijn nationale en regionale organisaties uit landen binnen Europa. Zij zijn verbonden aan protestantse, anglicaanse of orthodoxe kerkgenootschappen. Het secretariaat bevindt zich in Brussel.

## Geschiedenis
Eurodiaconia werd in 1995 opgericht en ingeschreven als een ngo in Straatsburg. In 2008 werd de rechtspersoon verplaatst naar België en daar ingeschreven als een internationale organisatie zonder winstoogmerk. Eurodiaconia heeft als missie om in Europa een rechtvaardige en transformatieve sociale verandering tot stand te brengen. Het is een netwerk van kerken en christelijke organisaties die actief zijn op het terrein van diaconie: maatschappelijk werk, gezondheidszorg en sociale rechtvaardigheid. In augustus 2019 had Eurodiaconia 48 leden uit 33 landen, verbonden aan protestantse, anglicaanse of orthodoxe kerkgenootschappen.

## Organisatie en financiering
Het secretariaat van Eurodiaconia bevindt zich in Brussel. Het hoogste besluitvormende orgaan van Eurodiaconia is de Algemene Ledenvergadering. Deze wordt beurtelings georganiseerd door lidorganisaties in Europa. Elk jaar bepalen de leden van het netwerk de strategie en het werkplan voor het komende jaar en bespreken ze andere dringende kwesties.
Eurodiaconia ontvangt financiële steun van het EU programma voor werkgelegenheid en sociale innovatie "EaSi" (2014-2020). De belangrijkste inkomstenbronnen van Eurodiaconia zijn lidmaatschapsbijdragen en bijdragen en de subsidie van de Europese Commissie. Heather Roy is sinds 2008 secretaris-generaal van Eurodiaconia.

## Samenwerking met andere netwerken in Europa
Social platformEurodiaconia is lid van Social Platform: een Europees netwerk van maatschappelijke organisaties.
Onderzoek naar diaconie en christelijke sociale praktijk (ReDi)Eurodiaconia neemt deel aan een internationaal genootschap dat zich bezighoudt met de studie en het onderzoek naar diaconie— ReDi. Eurodiaconia neemt deel aan halfjaarlijkse conferenties, werkt samen met andere onderzoekers en publiceert in het peer-reviewed tijdschrift van ReDi.
European Anti-Poverty Network (EAPN)Eurodiaconia is lid van EAPN, dat betrokken is bij verschillende initiatieven ter bestrijding van armoede en sociale uitsluiting. EAPN omvat zowel ngo's als een basisorganisatie die actief is in Europese lidstaten, en ook organisaties die actief zijn in heel Europa, zoals Eurodiaconia.
Social Services EuropeSocial Services Europe is een Europees netwerk van non-profit sociale en zorgverleners. Hun doel is om de juiste economische, sociale en juridische voorwaarden te creëren, zodat sociale en gezondheidszorgorganisaties hun werk in Europa kunnen uitvoeren en het gebrek aan gegevens over sociale kwesties in de sector te verhelpen.